# Линъюань
Линъюа́нь (кит. упр. 凌源, пиньинь Língyuán) — городской уезд городского округа Чаоян (КНР). Название означает «исток реки Далинхэ».

## История
Во времена империи Мин эти земли подчинялись администрации пограничных караулов. Во времена империи Цин в 1738 году был создан Тацзыгоуский комиссариат (塔子沟厅). В 1778 году комиссариат был ликвидирован, а вместо него был образован уезд Цзяньчан (建昌县).
После Синьхайской революции, чтобы устранить дублирование с названием Цзяньчанской управы провинции Цзянси, данный уезд был в 1914 году переименован в Линъюань; он вошёл в состав Специального административного района Жэхэ, в 1928 году преобразованного в провинцию Жэхэ. В 1931 году часть земель уезда была выделена в состав нового уезда Линнань.
В 1933 году эти земли были захвачены японцами и включены в состав марионеточного государства Маньчжоу-го.  В 1937 году уезды Линнань и Линъюань были объединены в уезд Цзяньчан. В 1940 году уезд был присоединён к хошуну Харачин-Цзоци.
После окончания Второй мировой войны и ликвидации Маньчжоу-го уезд был воссоздан.  В 1947 году во время гражданской войны эти земли перешли под контроль коммунистов. В 1955 году провинция Жэхэ была ликвидирована и уезд вошёл в состав Специального района Цзиньчжоу (锦州专区) провинции Ляонин. В 1958 году Специальный район Цзиньчжоу был расформирован, и уезд перешёл под юрисдикцию властей города Чаоян. В 1964 году был образован Специальный район Чаоян (归朝阳专区), и уезд вошёл в его состав. В 1970 году Специальный район Чаоян был переименован в Округ Чаоян (朝阳地区).
Постановлением Госсовета КНР от 30 июня 1984 года округ Чаоян был расформирован, а вместо него был образован городской округ Чаоян. 21 декабря 1991 года уезд Линъюань был преобразован в городской уезд.

## Административное деление
Городской уезд Линъюань делится на 8 уличных комитетов, 14 посёлков, 7 волостей и 1 национальную волость.

## Соседние административные единицы
Городской уезд Линъюань граничит со следующими административными единицами:
- Уезд Цзяньпин (на севере)
- Харачин-Цзои-Монгольский автономный уезд (на северо-востоке)
- Городской округ Хулудао (на востоке)
- Провинция Хэбэй (на юге)
- Автономный район Внутренняя Монголия (на северо-западе)

## Экономика
Основу экономики Линъюаня составляет добыча золота, известняка, мрамора. Имеются металлургический и стекольный заводы.

## Достопримечательности
- Сосновый лесопарк Нюхэлян с имеющимися на его территории горячими источниками
- Археологический сайт Нюхэлян[англ.] уникальные памятники неолитической культуры (возможно, повлиявшей на дин.Шан)